# ロベルト・リベリーノ
ロベルト・リベリーノ（Roberto Rivelino, 1946年1月1日 - ）は、ブラジル・サンパウロ出身の元サッカー選手、指導者。元ブラジル代表。現役時のポジションはフォワードとミッドフィールダー。ニックネームはリーバ（ヒーヴァ）。ホベルト・ヒヴェリーノとも表記される。
1978年のワールドカップメンバーに共に名を連ねたゼ・セルジオは甥にあたる。イタリア・モリーゼ州イゼルニア県マッキアゴーデナにルーツを持つイタリア系ブラジル人である。
利き足である左足から巧みなフェイント、正確なパスや強烈なシュートを放ち、またフリーキックの名手でもあることからボンバー、左足の魔術師と呼ばれた。ディエゴ・マラドーナ、三浦知良が幼少の頃憧れを抱いていた選手として著名。

## 経歴

### 選手
1962年にコリンチャンスに加入。1965年にトップチームの公式戦にデビュー。同年、19歳でブラジル代表に初選出されハンガリー戦に出場した。
1970年のメキシコワールドカップでは、左ウイングのレギュラーとして、グループステージ初戦で1ゴール、準々決勝のペルー戦では1ゴール2アシスト、準決勝のウルグアイ戦でも1ゴール、決勝のイタリア戦では1アシストと3ゴール3アシストの活躍で、優勝に貢献した。ペレ、トスタン、ジャイルジーニョ、ジェルソン、クロドアウドらを擁したブラジルは、6戦全勝と強さを見せつけ、史上最強のブラジル代表といわれた。
ペレの引退後のブラジル代表ではジェルソンの背番号8をつけトップ下の位置で1974年から背番号10をつけ、ペレの後継者として活躍した。
1974年のワールドカップでは、2次リーグの3試合で2ゴールを挙げるなど、合計3ゴールを挙げた。東ドイツ戦では、相手選手の作った壁の間にはいったジャイルジーニョがリベリーノがボールを蹴る直前にしゃがみ込み、そのわずかなすき間を通過させるという、トリッキーなゴールを決めた。（全く同じゴールは1970ワールドカップでもペレ（ルーマニア戦）、リベリーノ（チェコスロバキア戦）で決めているが、映像が無名の為ほとんどの人から認知されていない）
また、準決勝ではオランダ代表のチーム戦術の「ボール狩り」で顔面パンチと肘打ちの洗礼を受けた。
1978年のワールドカップでは、戦前はリベリーノの大会と言われていた。初戦のスウェーデン戦ではフル出場するも、足の負傷で3試合の出場にとどまった。
リベリーノはワールドカップに3度出場、15試合6得点。代表公式戦には通算122試合出場、43得点をあげた。
晩年はサウジアラビアのアル・ヒラルでプレーし1982年に引退。

### 引退後
1994年セカンドステージから清水エスパルスの監督に就任したが、成績不振のためこの年限りで辞任した。また、後にブラジル代表選手となるジャウミーニャを入団させた。
1999年、 ワールドサッカー誌の20世紀の偉大なサッカー選手100人で38位に選出された。
2003年から2004年までコリンチャンスでゼネラルマネージャーを務めた。

## 選手としての特徴

### 評価
トスタンは、「パタダ・アトミカ（爆弾キック）というニックネームがあるくらい、雷のようなシュートであった。彼のシュートは別格であり時にはボンバーと言われた。それはリベリーノの資質のひとつであり、特筆した素晴らしい選手で、知的で、素晴らしい能力を持ち、素晴らしいパスの出し手で、完璧な選手でさえあった」と述べている。

### またぎフェイント
リベリーノはまたぎフェイント（エラシコ）を得意としていた。左足のアウトサイドをボールに軽く当て相手にその方向へ行くと思わせ、すぐ次の瞬間に同じ足のインステップで切り返し相手を抜き去るという難易度の高い技で、ボールが指ではじいた輪ゴムのように素早く移動することからエラシコと名付けられた。
リベリーノがエラシコの発明者と広くいわれているが、リベリーノは後にコリンチャンスのチームメイトであったセルジオ越後が教えたと語っている。セルジオはリベリーノに「僕が発明し、君が完璧にした」と言っている。

## 代表歴
- 1965年 - 1978年 ブラジル代表
  - 代表デビュー：1965年11月25日 vs ハンガリー
  - 代表通算：91試合出場 26得点
  - 1970年 - FIFAワールドカップ・メキシコ大会 優勝
  - 1974年 - FIFAワールドカップ・西ドイツ大会 4位
  - 1978年 - FIFAワールドカップ・アルゼンチン大会 3位

### 試合数
- 国際Aマッチ 91試合 26得点（1965年-1978年）[18]

| ブラジル代表 | 国際Aマッチ | 国際Aマッチ |
| 年           | 出場        | 得点        |
| ------------ | ----------- | ----------- |
| 1965         | 1           | 0           |
| 1966         | 0           | 0           |
| 1967         | 0           | 0           |
| 1968         | 17          | 6           |
| 1969         | 1           | 1           |
| 1970         | 8           | 5           |
| 1971         | 7           | 1           |
| 1972         | 5           | 0           |
| 1973         | 9           | 3           |
| 1974         | 15          | 6           |
| 1975         | 0           | 0           |
| 1976         | 8           | 1           |
| 1977         | 12          | 3           |
| 1978         | 8           | 0           |
| 通算         | 91          | 26          |